# ハカセのセカイ
『ハカセのセカイ』は『月刊コミックバーズ』で2005年5月号から2006年8月号まで連載されたハラヤヒロの漫画作品。

## 概要
一話完結型のドタバタSFコメディ。科学部部長ハカセの発明品に振り回される主人公カタナシたちの姿を描く。全十六話。『ドラえもん』、『キテレツ大百科』のオマージュ、パロディ要素のかなり濃い作品となっている。

## 登場人物
カタナシ（♂）2人しかいない科学部員の一人。タカネに惹かれている。
ハカセ（♀）科学部部長にして天才発明家。たまに人権を無視気味で発明品を行使する。発明品の名前は全て漢字四字（四文字熟語かそれをもじったもの）。
タカネ（♀）カタナシのことは眼中外。カネモチに付きまとう。
オトコ（♀）本名は乙姫（苗字か名前かは不明）。陸上部の特待生でカタナシにジャイアニズムを行使する。
カネモチ（♂）帰国子女。国際的企業の社長の息子で大金持ち。容姿端麗でスポーツ万能。

## サブタイトル
1. 一基目：有言実行
2. 二基目：雨過天晴
3. 三基目：夢幻泡影
4. 四基目：付和雷同
5. 五基目：一心同体
6. 六基目：物見遊山
7. 七基目：千姿万態
8. 八基目：三寒四温
9. 九基目：雲散霧消
10. 十基目：大願成就
11. 十一基目：巧取豪奪
12. 十二基目：改天換地
13. 十三基目：要害堅固
14. 十四基目：疾風迅雷
15. 十五基目：二人三脚
16. 十六基目：直球勝負

## 単行本
- ハラヤヒロ『ハカセのセカイ』幻冬舎コミックス、2006年8月、ISBN 4-344-80808-8